# Castle Leod

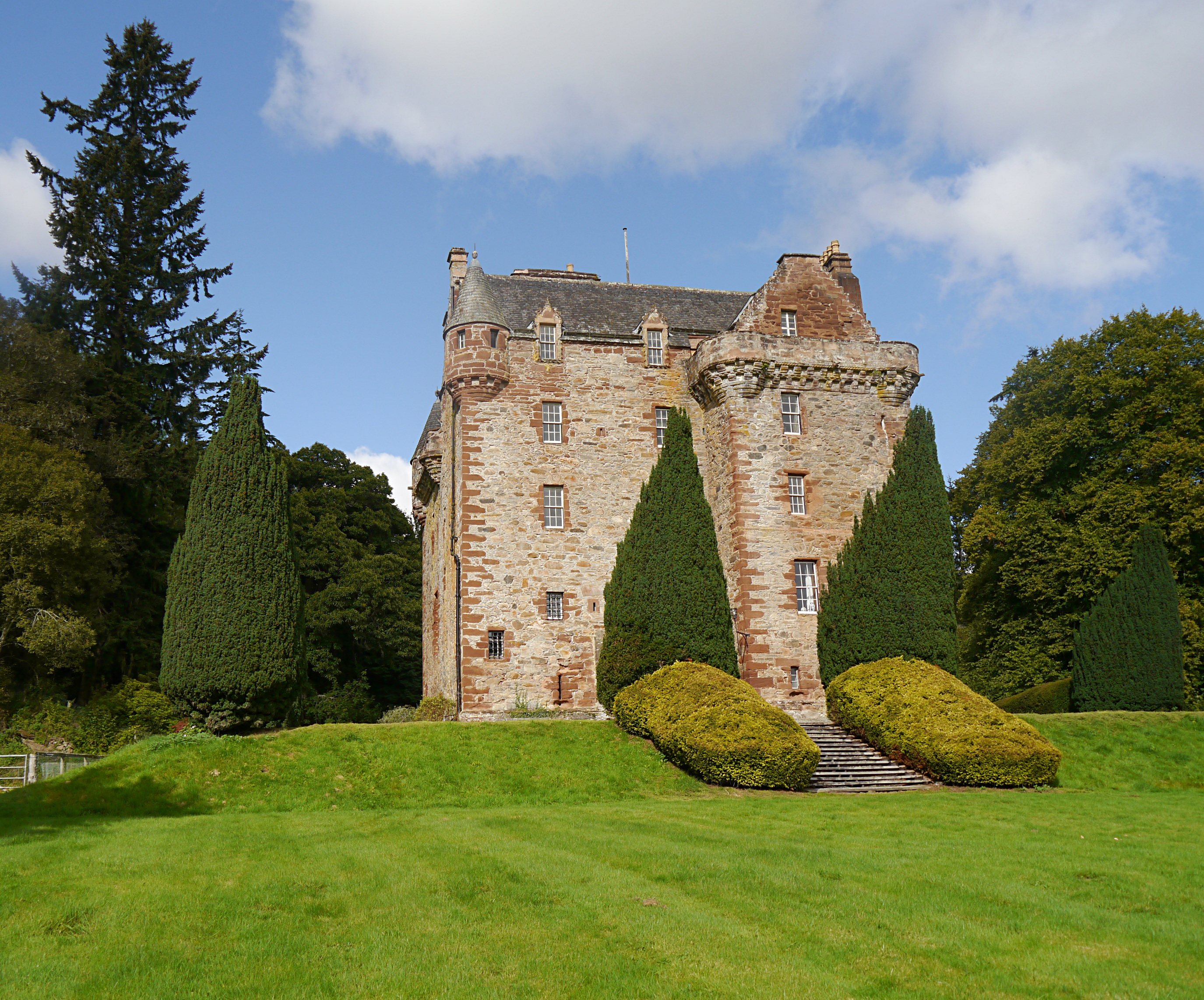
Castle Leod

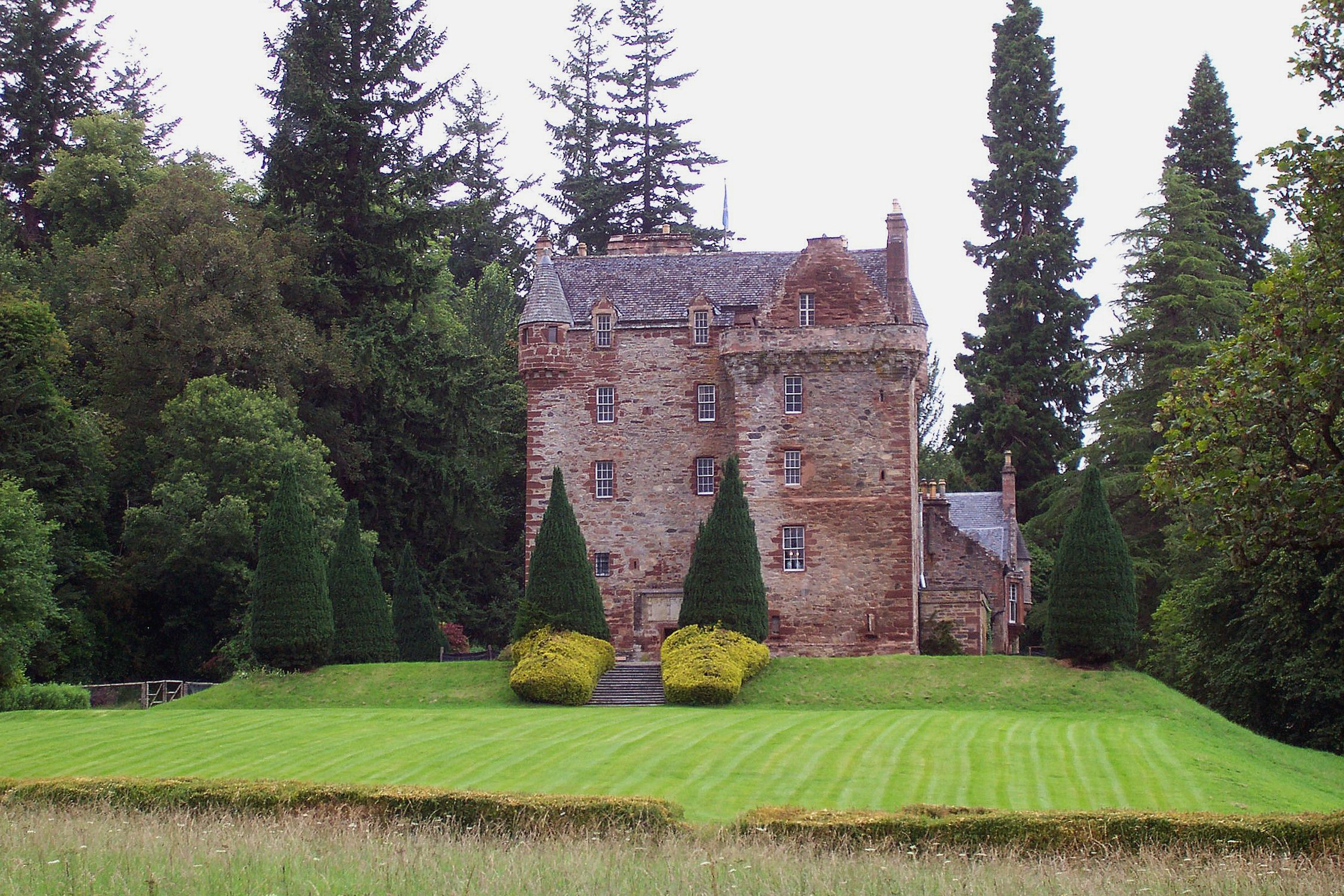
Castle Leod

Castle Leod ist eine Burg in der Nähe von Strathpeffer in der schottischen Council Area Highland. Historisch lag sie in der traditionellen Grafschaft Ross-shire. Sie ist der Sitz des Clan Mackenzie. Historic Scotland hat das Gebäude als historisches Bauwerk der Kategorie A gelistet und das Anwesen ist im Inventory of Gardens and Designed Landscapes in Scotland gelistet. Seine südlich gelegene Pforte ist des Weiteren als Denkmal der Kategorie B klassifiziert.

## Geschichte

### Hintergrund
Im frühen 17. Jahrhundert starb die Hauptlinie des Clan MacLeod of Lewis aus und die Führerschaft wechselte zu den MacLeods of Raasay. Später mussten die Mitglieder des Clans MacLeod of Lewis den Aufstieg ihrer Vetter von Dunvegan Castle akzeptieren und, dass aus zwei Clans einer wurde. Ein Resultat davon war, dass die Baronie von Lewis in die Hände des Clanchefs der MacKenzies fiel. Der letzte Clanchef der MacLeods of Lewis hatte eine Tochter des Clanchefs der MacKenzies geheiratet. Dieser Clanchef der MacKenies beanspruchte dabei die Baronie von Lewis für sich. Aber die Mitglieder des Clans MacLeod gediehen unter der Führung des Clan MacLeod of Skye.
Die Burg wurde John of Killin, 10. Clanchef der MacKenzies, (1485–1561) verlehnt, nachdem dieser in der Schlacht von Flodden Field gekämpft hatte. Später fiel die Burg an seinen Enkel, Kenneth Mackenzie, 1. Lord of Kintail, der es 1608 seinem Bruder, Sir Roderick („Rorie“) Mackenzie, vermachte. 1605 hatte Sir Roderick Margaret MacLeod, Erbin von Torquil MacLeod of Lewis, geheiratet, was ihren immensen Reichtum in die Familie brachte und zur Beilegung der Fehde zwischen den MacLeods und den Mackenzies über die Baronie von Coigach führte, die so in die Familie Mackenzie fiel.

### Geschichte der Burg
Die Burg soll an der Stelle eines sehr alten piktischen Forts aus der Zeit vor dem 12. Jahrhundert errichtet worden sein. Die heutige Burg ist das Resultat von Arbeiten, die Sir Roderick Mackenzie, der Vorfahr des Earl of Cromartie, Anfang des 17. Jahrhunderts durchführen ließ. Seit dieser Zeit ist die Burg der Sitz der Earls of Cromartie.
1746 verwirkte George Mackenzie, 3. Earl of Cromartie, das Anwesen an die Krone, weil er den fehlgeschlagenen Jakobitenaufstand 1745 unterstützte. Sein Sohn erhielt 1784 das Anwesen, aber nicht den Titel, zurück. Schon früher in diesem Jahrhundert war die Burg im Abstieg begriffen, weil das Anwesen stark mit Schulden belastet war. 1814 hieß es, die Burg sei „gänzlich eine Ruine (...), verlassen und nur von Krähen bevölkert“, auch wenn dies mehr für die obersten Stockwerke zugetroffen haben dürfte.
Mitte des 19. Jahrhunderts ließen die Hay-Mackenzies Castle Leod umfassend renovieren. Die Nachfahren des 3. Earls, die Hay-Mackenzies, wurden auch wieder in das Earldom Cromartie eingesetzt, als Anne Hay-Mackenzie 1861 George Sutherland-Leveson-Gower, 3. Duke of Sutherland, heiratete. 1851 waren umfangreiche Anbauten auf der Nordseite der Burg hinzugefügt worden, die 1904 erneuert wurden. Das Dach wurde erst 1992 abgedichtet. Die Burg bleibt der Sitz der Earls of Cromartie und ist an bestimmten Tagen öffentlich zugänglich.

## Architektur
Ein kompakter Wohnturm mit L-förmigem Grundriss, gebaut aus rotem Sandstein, bildet den ältesten Teil der Burg und basiert vermutlich auf einem Gebäude aus dem 15. Jahrhundert. Im Innenwinkel dieses Gebäudes wurde später ein Anbau eingefügt, sodass ein Baukörper mit quadratischem Grundriss entstand. Der Anbau enthielt ein größeres Treppenhaus und zusätzliche Schlafkammern. Das Baujahr 1616 ist in ein Dachgaubenfenster eingeschlagen, aber man weiß nicht, ob sich dies auf die eigentliche Bauphase oder auf den Anbau bezieht. Der Anbau wurde über die Brüstung der ursprünglichen Fassade gebaut und hat einen dekorativeren Stil.
In einigen Teilen sind die Mauern der Burg 1,8–2,4 Meter dick. Weitere Verteidigungseinrichtungen sind die Eisengitter an einigen Fenstern und etliche, verteilte Schießscharten. Die Räume, von denen einige mit Holzverkleidungen ausgestattet sind, sind mit vielen Porträts der Mackenzies aus vergangenen Jahrhunderten verziert, sowie mit alten Ausstattungen und großflächigen, alten Karten. Viele originale Details findet man in der gesamten Burg. Auf dem Anwesen stehen zwei Edelkastanien, die von John of Killin 1556 gepflanzt worden sein sollen, um an die Bestätigung seines Anspruchs auf Castle Leod durch Maria Stuart zu gemahnen.

## Feuer und Stein
Castle Leod wird allgemein als Inspiration von Castle Leoch, Sitz und Heim des Lairds des Clan Mackenzie, in Diana Gabaldons historischer Romanreihe „Feuer und Stein“ angesehen. Man dachte daran, dort auch die entsprechende Fernsehserie aufzunehmen, wählte dann aber Doune Castle wegen seiner höheren Bequemlichkeit. Dies mag Zuschauern überraschen, die Castle Leod als Sitz des Clan Mackenzie kennen, zumal die Burg genau die historische Periode repräsentiert, die Diana Gabaldon darstellen wollte.
Diana Gabaldon sagte STV: „Als die Fernsehshow nach Drehorten Ausschau hielt, schlug ich Castle Leod als Möglichkeit vor. Es entspricht selbstverständlich genau dem beschriebenen Zeitabschnitt, hat ein großartiges Anwesen mit einem Park mit enormen, exotischen Bäumen, die über die Jahrhunderte von den Mackenzies und ihren Besuchern gepflanzt worden sind.“ (Diana Gabaldon selbst pflanzte eine „sehr bescheidene“ Eberesche als ihr „eigener kleiner Beitrag“ zur Geschichte.)